# 拉塞·维伦
拉塞·阿尔图里·维伦（芬蘭語：Lasse Artturi Virén，1949年7月22日—）是芬兰前长跑运动员，在1972年和1976年夏季奥林匹克运动会赢得四枚金牌。维伦重新刷新了由1920年代诸如汉内斯·科莱赫迈宁、帕沃·努尔米和维莱·里托拉等芬兰运动员带来的“芬兰飞人”的声誉。他在1972年和1976年被评选为芬兰年度运动员。后来他转向从政，并在1999至2007和2010至2011年间当选为芬兰议会的议员。